# Rury kotłowe
Rury kotłowe – rury bezszwowe stalowe do zastosowania w podwyższonych temperaturach. Rury produkuje się z żarowytrzymałych węglowych i niskostopowych stali, które znoszą obciążenie przy wysokich ciśnieniach i temperaturach.
Rury używane są na części energetycznych urządzeń takich jak kotły, przegrzewacze pary, przewody parowe i podobne.
Podział ogólny rur kotłowych: węglowe oraz stopowe (niskostopowe).
Najczęściej używane gatunki rur stalowych: St 35.8 I lub III, 15Mo3 według DIN 17175/2448 oraz P235GH TC1 lub TC2 według EN 10216.